# Мария Войкица
Мария Войкица (на румънски: Maria Voichița; ок. 1457 – 1511) е третата съпруга на молдовския княз Стефан Велики и племенница на Влад Дракула.

## Живот
Дъщеря е на влашкия войвода Раду III Красивия, брат на Влад Дракула, и неговата жена Мария-Деспина.

На 24 ноември 1473 г. е пленена заедно с майка си в крепостта Дъмбовица по време на похода на Стефан Велики срещу баща ѝ Раду:
| „ | И пленил там жената на войводата Радул (Раду) и неговата единствена дъщеря заедно с цялата войска и с големи съкровища. | “ |

В началото е поверена на грижите на съпругата на Стефан Мария Мангупска, но след нейната смърт през декември 1476 г. Стефан се жени за Мария Войкица:
| „ | На 19-ия ден от месец декември войводата си взе за законна жена дъщерята на войводата Радул (Раду), която навремето беше взел в плен. | “ |

Бракът им продължава 28 години до смъртта на Стефан Велики. Мария Войкица ражда през 1479 г. сина им Богдан III Кривия:
| „ | В същия месец юни на 16-ия ден княгинята родила сина си Богдан Стефанович, който и до днес с божията благословия е в добро здраве. | “ |

Мария Войкица ражда и две дъщери – Ана и Мария Княжна. Ана не се омъжва, умира млада през 1499 г. и е погребана в Бистрицкия манастир, а Мария Княжна през 1510 г. е омъжена за русински благородник Теодор Вишневецки. За сватбата си Мария Княжна получава от брат си, който по това време е вече владетел на Молдова, голяма зестра. Тя умира през 1518 г. и синът на Богдан III Кривия, нейният племенник Стефан IV Стефаница, през 1522 г. прави постъпки чрез посланика си в Полша да бъдат върнати нейните тленни останки, както и съкровищата ѝ, но съкровищата така и не са върнати независимо от всички дипломатически усилия докато тялото ѝ е пренесено и препогребано в манастира Путна в родината ѝ.
Мария Войкица умира през 1511 г. и също е погребана в манастира Путна.